# Elezioni generali in Tanzania del 2010
Le elezioni generali in Tanzania del 2010 si tennero il 31 ottobre per l'elezione del Presidente e il rinnovo del Parlamento.

## Risultati

### Elezioni presidenziali
| Jakaya Kikwete          | Chama Cha Mapinduzi                                 | 5 276 827  | 62,83 |  |  |  |  |  |
| Willibrod Peter Slaa    | Partito della Democrazia e dello Sviluppo           | 2 271 941  | 27,05 |  |  |  |  |  |
| Ibrahim Lipumba         | Fronte Unito Civico                                 | 695 667    | 8,28  |  |  |  |  |  |
| Peter Mziray Kuga       | Partito Progressista di Tanzania                    | 96 933     | 1,15  |  |  |  |  |  |
| Hashim Spunda Rungwe    | Partito della Riforma e della Costruzione Nazionale | 26 388     | 0,31  |  |  |  |  |  |
| Muttamwega Bhatt Mgaywa | Partito Laburista di Tanzania                       | 17 462     | 0,21  |  |  |  |  |  |
| Yahmi Nassoro Dovutwa   | Partito Democratico Unito del Popolo                | 13 176     | 0,16  |  |  |  |  |  |
| Totale                  | Totale                                              | 8 398 394  | 100   |  |  |  |  |  |
|                         |                                                     |            |       |  |  |  |  |  |
| Voti non validi         | Voti non validi                                     | 227 889    | 2,64  |  |  |  |  |  |
| Votanti                 | Votanti                                             | 8 626 283  | 42,84 |  |  |  |  |  |
| Elettori                | Elettori                                            | 20 137 303 |       |  |  |  |  |  |

### Elezioni parlamentari
| Liste                                               | Voti      | %     | Seggi |
| --------------------------------------------------- | --------- | ----- | ----- |
| Chama Cha Mapinduzi                                 | 4 641 830 | 60,20 | 186   |
| Partito della Democrazia e dello Sviluppo           | 1 839 569 | 23,86 | 23    |
| Fronte Unito Civico                                 | 818 122   | 10,61 | 24    |
| Partito della Riforma e della Costruzione Nazionale | 193 738   | 2,51  | 4     |
| Partito Democratico Unito                           | 113 148   | 1,47  | 1     |
| Partito Laburista di Tanzania                       | 51 003    | 0,66  | –     |
| Altri                                               | 53 039    | 0,69  | –     |
| Totale                                              | 7 710 449 | 100   | 239   |